# Notater fra Kina
|  | Denne artikel er oprettet af botten PalnaBot ud fra en ekstern database. Den kan derfor have sproglige fejl eller mangler. Denne skabelon kan fjernes efter kontrol af indholdet. |

Notater fra Kina er en rejsefilm fra 1987 instrueret af Jørgen Leth efter manuskript af Jørgen Leth.

## Handling
Jørgen Leths personlige togrejse gennem Kina. Sanseindtryk og glimt fra den kinesiske hverdag. Landskaber og folk. En akrobat jonglerer med en lerkrukke. En gruppe sangere opfører »Figaros Bryllup«. Ældre mennesker motionerer. Børn. Et hold kvindelige cykelryttere. En maler. Og mange andre mennesker.